# Witgestippelde bamboehaai
De witgestippelde bamboehaai (Chiloscyllium plagiosum) is een vis uit de familie van epaulethaaien en Bamboehaaien (Hemiscylliidae), orde bakerhaaien (Orectolobiformes).

## Kenmerken
Deze haai heeft een slank lichaam met witte vlekjes op een donkere ondergrond en nog donkerdere dwarsbanden. Bij de bek, die een flink eind voor de ogen is geplaatst, bevinden zich korte baarddraden. Hij heeft verdikte borst- en buikvinnen. De soort kan een lengte bereiken van 93 cm.

## Leefwijze
Ze zijn vooral 's nachts actief en jagen op kleine visjes en ongewervelden.

## Voortplanting
Ze zijn ovipaar en na 14 tot 15 weken worden de kleine bamboehaaien geboren.
Bij de witgestippelde bamboehaai is vastgesteld dat het vrouwtje zich naast geslachtelijk ook ongeslachtelijk kan voortplanten (parthenogenese). Hierbij wordt een eicel bevrucht door een poollichaampje waardoor de jongen geen klonen van de moeder zijn.

## Verspreiding en leefgebied
Deze soort komt voor in koraalriffen van de Indische- en Grote Oceaan.

## Verwantschap
Een DNA-studie geeft aan dat C. plagiosum het nauwste aan C. indicum en C. punctatum  verwant is en dat C. griseum en C. hasseltii een zusterclade daarvan vormt.